# Генералов, Владимир Андреевич
Владимир Андреевич Генералов (1935—1996) — советский и российский военачальник, генерал-майор. Начальник штаба и первый заместитель командующего 33-й гвардейской ракетной армии (1977—1980). Начальник разведки Главного штаба РВСН СССР — РВСН РФ (1986—1992).

## Биография
Родился 5 ноября 1935 года в Омске.
С 1953 по 1956 год обучался в Омском Краснознамённом военном училище имени М. В. Фрунзе. С 1956 по 1961 год служил в частях Ракетных войск и артиллерии СССР на различных командно-штабных должностях.
С 1961 года служил в составе Ракетных войск стратегического назначения СССР. С 1961 по 1963 год — заместитель командира и начальник штаба ракетного дивизиона. С 1963 по 1966 год обучался на командном факультете Военной академии им. Ф. Э. Дзержинского. С 1966 по 1970 год — командир ракетного дивизиона и заместитель командира ракетного полка. С 1970 по 1972 год — командир 309-го ракетного полка, в составе 46-й ракетной дивизии, под руководством В. А. Генералова входили десять пусковых установок с жидкостной двухступенчатой межконтинентальной баллистической ракеты шахтного базирования «УР-100».
С 1972 по 1975 год — начальник штаба и заместитель командира 46-й ракетной дивизии в составе 43-й ракетной армии. С 1975 по 1977 год — командир 28-й гвардейской ракетной дивизии в составе 27-й гвардейской ракетной армии, в частях  дивизии под руководством В. А. Генералова состояли пусковые ракетные установки с межконтинентальными баллистическими ракетами «Р-9А», «УР-100» и «УР-100Н». 
С 1977 по 1980 год — начальник штаба и первый заместитель командующего 33-й гвардейской ракетной армии. С 1980 по 1982 год обучался в Военной ордена Ленина Краснознамённой ордена Суворова академии Генерального штаба Вооружённых Сил СССР имени К. Е. Ворошилова. С 1982 по 1986 год — первый заместитель командующего 31-й ракетной армии. С 1986 по 1992 год — начальник разведки Главного штаба Ракетных войск стратегического назначения СССР — Ракетных войск стратегического назначения Российской Федерации. 
С 1993 года в запасе.
Скончался 29 апреля 1996 года в Москве, похоронен на Лайковском кладбище города Одинцово.

## Награды
- Орден Трудового Красного Знамени
- Орден Красной Звезды
- Орден «За службу Родине в Вооружённых Силах СССР» II и III степени[1]